# Війна Камбрейської ліги
Війна Камбрейської ліги — збройний конфлікт 1508–1516 років на півночі Італії (одна з Італійських війн), основними учасниками якого були Папська держава, Венеція та Франція. У конфлікті взяли участь практично всі європейські держави: Іспанія, Священна Римська імперія, Англія, Шотландія, Міланське герцогство, Феррарське герцогство та швейцарські найманці.
Папа Римський, намагаючись ослабити вплив Венеції на півночі Італії, заснував Камбрейську лігу, до якої увійшли король Франції Людовик XII, король Іспанії Фердинанд II Арагонський, імператор Максиміліан I Габсбург. Попри початкові успіхи незабаром почалося тертя між папою та французьким королем. Як наслідок папа перейшов на бік Венеції. До 1512 року цей союз вигнав французькі війська з Італії, але суперечка про поділ здобутого змусила Венецію перекинутися на бік Франції. 1515 року Французько-венеційські війська здобули перемогу в Битві поблизу Мариньяно. Французи повернули собі втрачені території. Мирні угоди 1516 року в Нуаньйоні та Брюсселі закінчили протистояння з фактичним відновленням status quo ante bellum.

## Виноски
1. ↑  Mallett and Shaw, The Italian Wars, 56-57.